# Solfrid Koanda
Solfrid Koanda, född 13 november 1998, är en norsk tyngdlyftare.

## Karriär
Koanda tog brons vid världsmästerskapen i tyngdlyftning 2021. Vid världsmästerskapen i tyngdlyftning 2022 tog hon guld. Hon har även vunnit vid europamästerskapen i tyngdlyftning 2022, 2023, 2024 och 2025.
Vid olympiska sommarspelen 2024 vann Koanda guld i 81 kg med det nya olympiska rekordet 275 kg. Hon lyfte 121 kg i ryck och 154 kg i stöt (även det nytt olympiskt rekord). 